# Роналд Хан
Роналд Хан (на немски: Ronald M. Hahn) е плодовит немски писател на романи в жанра научна фантастика, редактор, преводач и автор на справочници, отнасящи се до фантастичната литература и кино. Заедно с писателя Ханс Йоахим Алперс пишат детска литература под общия псевдоним Даниел Хербст (на немски: Daniel Herbst).

## Биография и творчество
Роналд Макдоналд Хан е роден на 20 декември 1948 г. във Вупертал, Северен Рейн-Вестфалия, Германия. Още от детството си се интересува от фантастика и пише такива истории. Първите му разкази се появяват около 1966 г. като фензини.
Завършва професионално обучение като печатар, и след службата си в армията започва работа като словослагател. Едновременно с това продължава да пише. Първият му роман е публикуван през 1971 г. под псевдоним. Следват още две джобни издания – фантастика и хорър, а през 1974 г. участва в антологията „Science Fiction aus Deutschland“.
В периода 1972-1974 г. е бил главен редактор на списание „Science Fiction Times“. По това време вече е женен и има две дъщери. През 1974 г. заедно с Ханс Йоахим Алперс създават собствена литературна агенция, която дори работи известно време с писателя Волфганг Холбайн, и други известни в бъдеще автори.
От 1976 г. Роналд Хан става редактор на списанието за научна фантастика „Comet“. Освен това той работи и като преводач, и като журналист, заедно с писането на романи и разкази от областта на научната фантастика, трилър и приключения.
В началото на активната си творческа кариера пише в съавторство с други писатели – основно с Ханс Йоахим Алперс, а после и с Харалд Бюверт, Харалд Пуш и Хорст Пукалус. От 1977 г. Роналд Хан заедно с Ханс Йоахим Алперс, под псевдонима „Даниел Хербст“, започват да пишат произведения за деца и юноши. Заедно с него той основава литературно списание, където публикуват произведенията си. По-късно за съвместната си работа си върху енциклопедии за научна фантастика двамата получават два пъти специалната награда „Курд Ласвиц“ (1981, 2005).
Той е главен редактор на германското издание на „The Magazine of Fantasy and Science Fiction“ в периода 1983-1999 г.
През 1998 г. започва своята самостоятелна поредица „Т.Н.Т.Смит“. През 2000 г. започва участието си в мегапоредицата „Мадракс – Тъмното бъдеще на Земята“.
В периода 2002-2011 г., заедно с Михаел Иновелт, е главен редактор на германското списание за научна фантастика „Nova“.
Произведенията на писателя, често с хумористично-сатирична насоченост, са преведени на много езици по целия свят.
Роналд Хан живее със семейството си във Вупертал.

### Награди
- 1981 награда „Курд Ласвиц“ – за най-добър разказ за „Auf dem großen Strom“
- 1981 специална награда „Курд Ласвитц“ – за „Lexikon der Science Fiction Literatur“, със съавтори
- 1982 награда „Курд Ласвиц“ – за най-добър разказ
- 1983 награда „Курд Ласвиц“ – за „Reclams Science Fiction Führer“, със съавтори
- 1986 награда „Курд Ласвиц“ – за най-добър разказ за „Traumjäger“
- 1997 награда „Курд Ласвиц“ – за най-добър преводач за „John Clute: Science Fiction – Eine illustrierte Enzyklopädie“
- 2005 немска награда за фантастика – за „Lexikon der Fantasy-Literatur Fantasy“, със съавтори

## Произведения

### Самостоятелни романи
- Die Flüsterzentrale (1977) – с Харалд Бюверт
- Die Temponauten (1983) – с Харалд Пуш
- Auf der Erde gestrandet (1996)
- Socialdemokraten auf dem Monde (1998)
- Alptraumland (1999) – с Хорст Пукалус
- Wo keine Sonne scheint (2001) – с Хорст Пукалус
- Captain Enfick. Die Stahlfront-Akten (2011)

### Серия „Т.Н.Т.Смит: Ловци на безсмъртни“ (T.N.T. Smith: Jäger der Unsterblichen)
1. Der Club der Unsterblichen (1998)
2. Die Stadt unter den Bergen (1999) – с Хорст Пукалус
3. Das Kommando Ragnarök (1999)
4. Stahlgewitter Khalkin-Go (1999) – с Хорст Пукалус
5. Die Insel der Unsterblichen (2000)
6. Der Tempel von Bagdad (2000)
7. Der Herrscher von Manila (2001)
8. Die Tänzerin von Kairo (2008)
9. Die Sizilien-Affäre (2008)
10. Das Labyrinth des Schweigens (2008)
11. Der Tag des Götterwinds (2008)
12. An der Brücke zu den Sternen (2008)

### Участие в общи серии с други писатели

#### Серия „Мадракс – Тъмното бъдеще на Земята“ (Maddrax)
поредицата „Мадракс“ има общо 15 цикъла с над 350 романа от различни автори

##### Според първото издание
- том 5	Кървавата крепост, Festung des Blutes (2000)
- том 8	Спящият крал, Der schlafende König (2000)
- том 23	Reise ohne Wiederkehr (2000)
- том 31	Weltfeind Nr. 1 (2001)
- том 39	Flucht in die Todeszone (2001)
- том 43	Kampf um Cape Canaveral (2001)
- том 61	Im Reich der Tausend (2002)
- том 65	Die gläserne Oase (2002)
- том 69	Die Heimsuchung (2002)
- том 80	Vorstoß zum Kometen (2003)
- том 85	Getrennte Wege (2003)
- том 92	Piraten im Nordmeer (2003)
- том 104	Wulfsblut (2004)
- том 121	Riskante Geschäfte (2004)
- том 131	Unternehmen „Crow's Nest“ (2005)
- том 141	Das trockene Meer (2005)
- том 146	Winterkrieger (2005)
- том 152	Nach dem Fall (2006)
- том 164	Der vielarmige Tod (2006)
- том 166	Sohn dreier Welten (2006)
- том 170	Die Scharen der Nacht (2006)
- том 179	Gefangene der Traumzeit (2006)
- том 182	Im Dorf der Telepathen (2007)
- том 184	Die Herren von Sydney (2007)
- том 188	Der lebende Nebel (2007)
- том 193	Kurs in den Untergang (2007)
- том 195	Verloren im Outback (2007)
- том 202	Unter schwarzer Flagge (2007)
- том 210	Unter dem Vulkan (2008)
- том 220	Die Reise nach Taraganda (2008)
- том 224	Im Turm des Warlords (2008)
- том 236	Gestrandet (2009)
- том 266	Das Todesschiff (2010)
- том 277	Xij (2010)
- том 317	Die letzten Stunden von Sodom (2012)

##### Според второто издание (с твърди корици)
- Dämon aus der Tiefe, том 7 (2004)
- Welt im Zwielicht, том 11 (2006)
- Am Tor zur Hölle, том 13 (2006)
- Der Klon, том 15 (2007)
- Das Wasser des Lebens, том 19 (2008)
- Herrin der Schatten, том 23 (2009)

#### Серия „Космическия кораб Промет – Нови приключения“ (Raumschiff Promet – Neue Abenteuer)
- Psycho Transfer, том 3 (1999)
- Im Auftrag des Sternenkaisers, том 10 (2000)
- Exilplanet Othan, том 11 (2000)

от серията има още ?? романа от различни автори

### Детска и юношеска литература

#### Серия „Космически пътешественик“ (Weltraumvagabunden) – с Ханс Йоахим Алперс
1. Das Raumschiff der Kinder (1977)
2. Planet der Raufbolde (1977)
3. Wrack aus der Unendlichkeit (1977)
4. Bei den Nomanden des Weltraums (1977)
5. Die rätselhafte Schwimminsel (1978)
6. Der Ring der dreißig Welten (1979)

#### Самостоятелни романи – като Даниел Хербст (с Ханс Йоахим Алперс)
- Kit Klein auf der Flucht (1978)
- Die Schundklaubande (1978)
- Die Burg im Hochmoor (1979)
- Falsche Fuffziger (1979)
- Geld im Hut (1980)
- Das Geheimnis der alten Villa (1980)
- Der Schatz im Mäuseturm (1981)
- Weiße Lady gesichtet (1981)
- Die Spur führt zur Grenze (1982)
- Das seltsame Testament (1983)
- Die Burg der Phantome (1984)
- Geheimnisse im Leuchtturm (1985)
- Das Haus auf der Geisterklippe (1986)
- Die Burg auf Dragon Island (1987)

#### Серия „Детективи на данни“ (Die Datendetektive)
1. Jagd auf Killer (2002)
2. Gefährlicher Chat (2004)
3. SOS per E-Mail (2004)

#### Самостоятелни романи
- Goldfieber am Yukon River (1988)
- Steffi jagt Herrn Unbekannt (1988)
- Die Schattenbande (1990)
- Vampire wie du und ich (1991)
- Yukon-Annie (1991)
- Nebelgasse Nr. 3 (1993)
- Henry jagt den Mondrubin (1994)
- Geheimnis um Haus Finsterwald (1998)

### Документалистика
- Dokumentation der Science Fiction ab 1926 in Wort und Bild (1978) – с Вернер Фукс и Ханс Йоахим Алперс
- Lexikon der Science Fiction Literatur (1980) – с Ханс Йоахим Алперс, Вернер Фукс и Волфганг Йешке
- Reclams Science Fiction Führer (1982) – с Ханс Йоахим Алперс и Вернер Фукс
- Lexikon der Science Fiction Literatur erweiterte und aktualisierte Neuausgabe in einem Band (1988) – с Ханс Йоахим Алперс, Вернер Фукс и Волфганг Йешке
- Lexikon des Horrorfilms (1985) – с Фолкер Янсен
- Lexikon des Fantasy-Films. 650 Filme von 1900–1986 (1986) – с Фолкер Янсен и Норберт Стресау
- Charlie Chaplin (1987) – с Фолкер Янсен
- Lexikon des Science-Fiction-Films. 1000 Filme von 1902–1987 (1990) – с Фолкер Янсен
- Das Heyne-Lexikon des Science-Fiction-Films. 1500 Filme von 1902 bis heute (1994) – с Фолкер Янсен
- Die Star-Trek-Filme (1993)
- Die 100 besten erotischen Filme (1993) – с Арманд Дюпон
- Lexikon des erotischen Films (1993)
- Donald Duck. Ein Leben in Entenhausen Tilsner (1994) – с Уве Антон
- Das Heyne-Lexikon des erotischen Films. Über 1600 Filme von 1933 bis heute (1995)
- Star Trek Enzyklopädie. Film, TV und Video (1995) – с Уве Антон
- Kultfilme. Die 100 besten Kultfilme, von „Metropolis“ bis „Fargo“ (1998) – с Фолкер Янсен
- Lexikon der Horrorliteratur Fantasy Productions (1999) – с Ханс Йоахим Алперс и Вернер Фукс
- Alfred Hitchcock. Der Meister der Angst (1999) – с Ролф Гисен
- Heyne Filmlexikon. 10 000 Filme aus 100 Jahren Filmgeschichte (1999) – с Лотар Р. Юст и Георг Зислен
- Imperium Rhodanum (2001) – с Хорст Пукалус
- Das neue Lexikon des Fantasy-Films (2001) – с Ролф Гисен
- Die schlechtesten Filme aller Zeiten. Eine Reise durch die größten Peinlichkeiten der Kinogeschichte (2002) – с Ролф Гисен
- Lexikon der Fantasy-Literatur Fantasy (2005) – с Ханс Йоахим Алперс и Вернер Фукс

### Книги за Роналд Хан
- Über Ronald M. Hahn – от Херман Ритер